# Insectivore
Ne doit pas être confondu avec l'ordre des Insectivora, regroupant les mammifères insectivores.
Ne doit pas être confondu avec l'entomophagie, consommation humaine d'insectes.

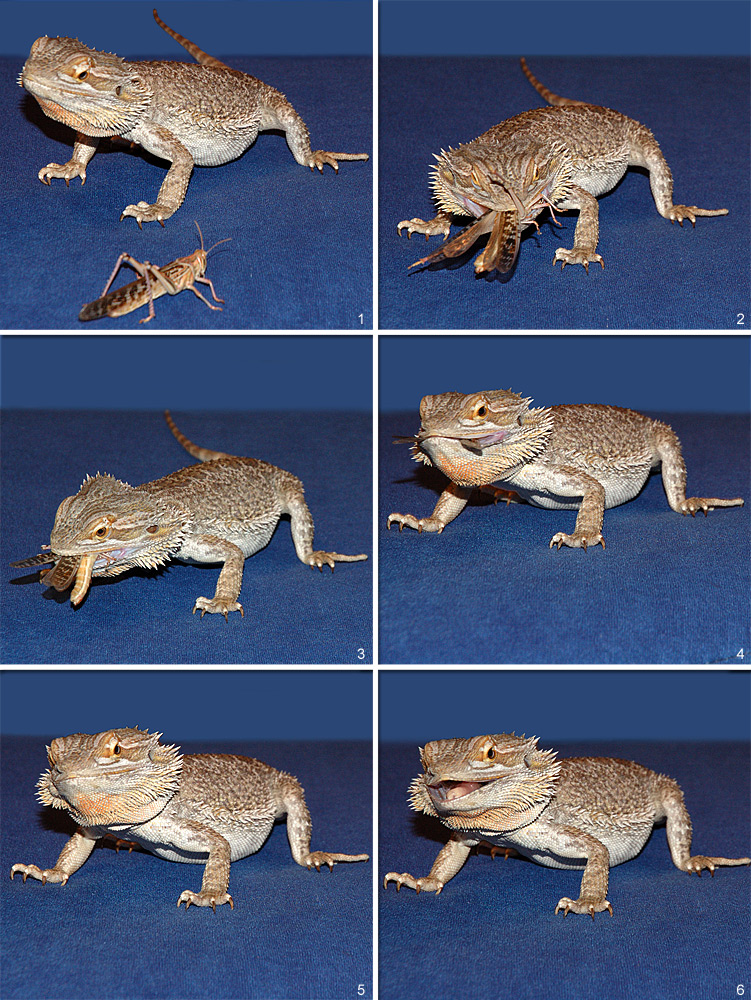
Lézard insectivore en action

Le terme insectivore désigne la capacité d'un organisme à se nourrir d'insectes ou d'autres arthropodes (arachnides, myriapodes, etc.). Les animaux insectivores appartiennent à différents groupes systématiques, il ne faut donc pas confondre ce comportement alimentaire avec l'ancien taxon appelé Insectivores (Insectivora) qui regroupe des mammifères consommateurs d'insectes. Enfin, la consommation d'insectes par les humains est appelée entomophagie.

## Une source alimentaire importante
Les insectes sont des animaux ayant une vaste aire de répartition terrestre. Ils sont présents presque partout sur le globe (à l'exception principale des pôles). Ils occupent de plus de nombreuses niches écologiques : ils peuvent être terrestres (voire souterrains) ou volants, aquatiques, vivre au sol ou dans la végétation… et sont souvent dotés d'un haut pouvoir reproducteur.

C'est donc logiquement qu'ils représentent une importante source de nourriture pour de nombreux prédateurs. En outre, leur petite taille et la faible capacité de défense de nombre d'entre eux en font des proies privilégiées pour les animaux de taille faible à modérée.

## Animaux insectivores
De très nombreux animaux sont insectivores, réguliers ou occasionnels.
Dans presque tous les milieux terrestres, ils forment des guildes qui exploitent les différents compartiments des écosystèmes, du sous-sol à l'atmosphère en passant par les strates muscinales, herbacées et les différents niveaux de la forêt (strates forestières) jusqu'à la canopée.
Les zones humides, d'où émergent de nombreux insectes abritent aussi de nombreux insectivores, dont certains sont aquatiques et d'autres aériens.
Les insectivores comptent parmi eux de nombreux insectes prédateurs et arachnides, des reptiles, des amphibiens, des poissons, certains oiseaux, mais aussi des mammifères ; de la minuscule musaraigne naine (1,3 à 3,5 g) au grand tamanoir pesant jusqu'à plus de 41 kg et ingérant jusqu'à 30 000 termites par jour, en passant par les Chiroptera, le desman des Pyrénées (aquatique) ou le sanglier (omnivore, grand consommateur de larves d'insectes).
Dans les classifications anciennes, les Insectivora forment un groupe de mammifères qui réunit par exemple les hérissons et les musaraignes. Le groupe a bien été nommé selon ce régime alimentaire mais les espèces qu'il contient peuvent avoir une alimentation plus variée. Ainsi, le hérisson commun se nourrit-il d'insectes mais aussi de vers, de mollusques, reptiles, amphibiens, rongeurs, œufs amniotiques et oisillons ou encore de fruits et de baies, ce qui fait de cet animal un Insectivora omnivore.
Mentionnons aussi le cas de parasites ou d'insectes qui vivent totalement ou presque aux dépens d'autres insectes, appelés alors parasites entomophages ou insectes entomophages.

## Lutte contre les nuisibles
L'élimination des insectes par les insectivores est une voie de la lutte biologique.

## Déclin des insectivores
Dans tous les pays industriels on constate un déclin massif et général, mais non uniforme des nombreuses espèces insectivores (oiseaux, chauves-souris et amphibiens notamment), dont en Europe et en Amérique du Nord. Ainsi en Amérique du Nord, ce déclin est le plus élevé dans les zones agricoles et artificialisées. Les données du relevé des oiseux nicheurs (BBS) fait Amérique du Nord, de 1966 à 2006, montrent que les passereaux de la guilde des insectivores ont décliné plus vite et plus massivement que les autres passereaux partageant leur habitat. Et ce déclin suit un net gradient géographique (les insectivores aériens se raréfient le plus au nord-est de l’Amérique du Nord dans les zones d'agriculture intensive). La baisse est plus forte et rapide chez les grands migrateurs (qui doivent manger plus et consomment plus de réserves de graisses), comparativement aux espèces migrant sur de petites distances.
En zone tempérée, beaucoup d'insectivores doivent hiberner ou migrer vers des pays plus chauds quand l'hiver vient. Selon certains chercheur certains insectivores, des oiseaux migrateurs insectivores des milieux boisés en particulier, régresseraient actuellement en raison du réchauffement climatique, par une désynchronisation de leur cycle de reproduction avec celui de leurs proies. Par exemple, tous les oiseaux insectivores forestiers et nicheurs des Pays-Bas  hivernant en Afrique sont en déclin entre 1984 et 2009  (-37 % pour le Rossignol, - 73 % pour le Pouillot siffleur et - 85 % pour l'Hypolaïs ictérine). L'explication avancée par les ornithologues est que le succès reproducteur (fitness) des passereaux est le plus haut quand les jeunes sont nourris en période d'éclosion des chenilles. Or depuis les années 1980, les feuilles et les chenilles apparaissent environ 15 jours plus tôt qu'avant. Nombre d'espèces d'oiseaux semblent s'adapter moins vite que les insectes à un changement aussi brutal. Ce phénomène est moins marqué près du cercle polaire où les dates de débourrage des feuilles sont moins avancées ainsi que dans les zones humides où les insectes sont plus nombreux

## L'homme comme insectivore

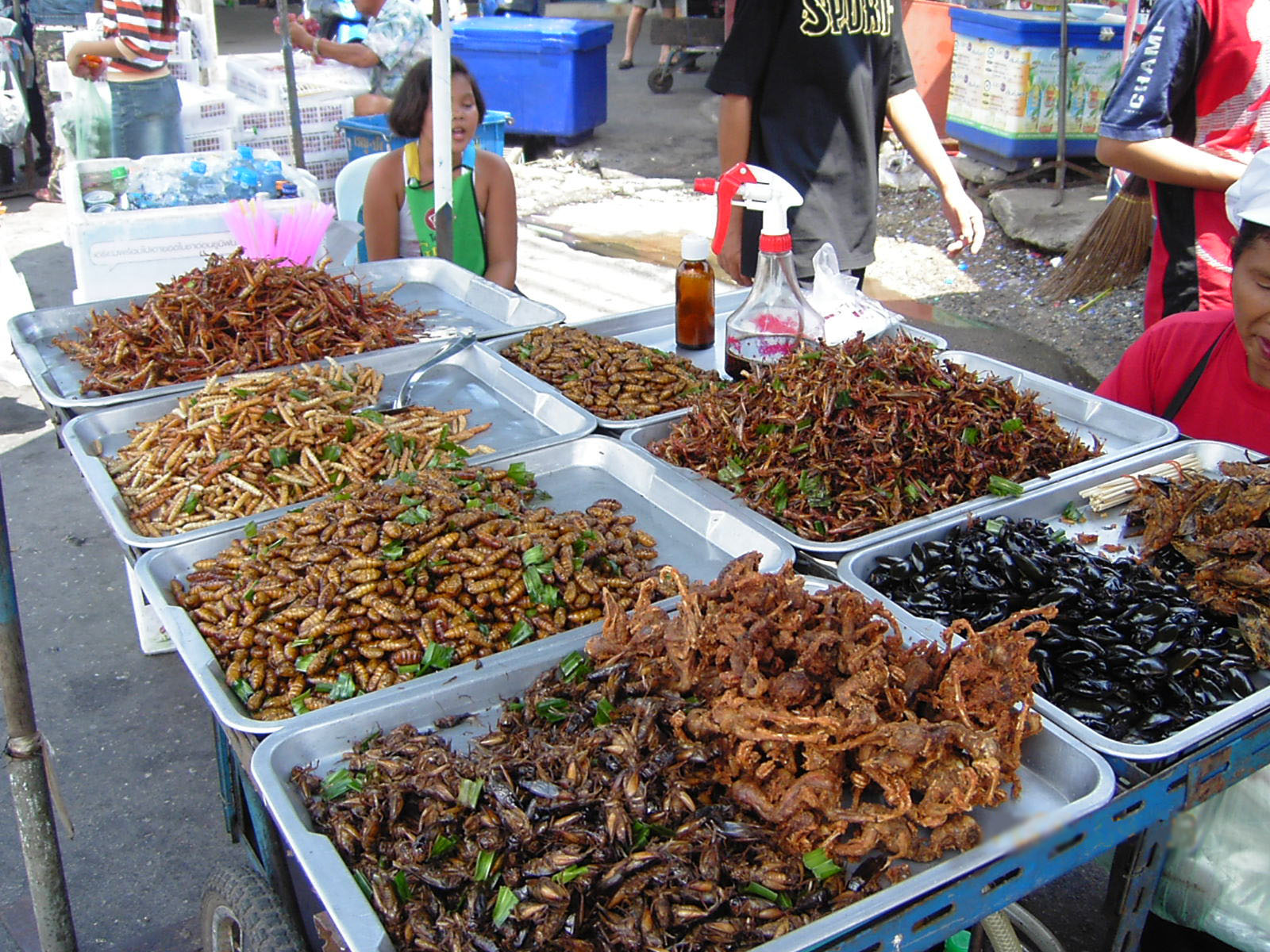
Insectes frits vendus sur un étal à Bangkok en Thaïlande.

La consommation d'insectes par l'homme, appelée entomophagie est courante dans certaines cultures et pourrait être appelée à se développer dans les décennies à venir.